# Ploceus nigrimentus
El tejedor gorjinegro (Ploceus nigrimentus) es una especie de ave paseriforme de la familia Ploceidae propia del oeste de África central.

## Distribución
Se encuentra solo en los montes Bailundu del oeste de Angola, la meseta Batéké de la República del Congo y el este de Gabón.